# Labruyère-Dorsa
Labruyère-Dorsa är en kommun i departementet Haute-Garonne i regionen Occitanien i södra Frankrike. Kommunen ligger i kantonen Auterive som tillhör arrondissementet Muret. År 2022 hade Labruyère-Dorsa 305 invånare.

## Befolkningsutveckling
Antalet invånare i kommunen Labruyère-Dorsa
Referens:INSEE